# Monumento a Frédéric Chopin en Żelazowa Wola
El monumento a Frédéric Chopin en Żelazowa Wola - una escultura en Żelazowa Wola (Polonia), en parque cerca de casa natal de Frédéric Chopin.
El monumento fue diseñado por Józef Gosławski en 1955, pero fue inaugurado en 13 de julio del 1969 por Tadeusz Zaorski, viceministro de la cultura y de las artes. El pie fue diseñado por Wanda Gosławska; la copia de escultura fue realizado por la empresa Bronce Decorativo (polaco: Brąz Dekoracyjny).
El modelo de la escultura ha sido presentado en varios Concursos Internacionales de Piano Frédéric Chopin.
Polaca Seca (polaco: Mennica Polska) editaba una colección Los Famosos Medallistas en que esta una medalla con imagen de monumento de Chopin en Żelazowa Wola. La medalla fue diseñado por Hanna Jelonek en 2009. La escultura inspiraba también un pintor polaco, Piotr Pawiński, quien pintaba a serie de cuadros con esta escultura.